# Stan Pietkiewicz
Stanley Thomas "Stan" Pietkiewicz (nacido el 14 de julio de 1956 en Huntsville, Alabama) es un exjugador de baloncesto estadounidense que disputó tres temporadas en la NBA, además de jugar en la CBA y en la liga italiana. Con 1,96 metros de estatura, jugaba en la posición de escolta.

## Trayectoria deportiva

### Universidad
Jugó durante cuatro temporadas con los Tigers de la Universidad de Auburn, en las que promedió 12,7 puntos y 3,0 rebotes por partido. En su última temporada fue incluido en el segundo mejor quinteto de la Southeastern Conference.

### Profesional
Fue elegido en el puesto 133 del Draft de la NBA de 1978 por San Diego Clippers, donde únicamente jugó cuatro partidos, en los que anotó 4 puntos, antes de ser despedido.
Continuó su temporada en los Anchorage Northern Knights de la CBA hasta que al año siguiente fue reclamado de nuevo por los Clippers, donde jugó la temporada completa, promediando 4,6 puntos y 1,9 asistencias por partido.
Poco después de comenzada la temporada 1980-81 fue despedido, regresando a la CBA hasta que en enero de 1981 fichó por 10 días con los Dallas Mavericks, renovando posteriormente hasta el final de la temporada. Acabó la misma promediando 3,9 puntos y 2,1 asistencias por partido.
Continuó su carrera profesional en la liga italiana, fichando por el Basket Brescia, a quien ascendió de la Serie A2 a la A1, jugando tres temporadas, en las que promedió 19,2 puntos y 4,1 rebotes por partido. Jugó 3 partidos con el Scavolini Pesaro en 1984 antes de retirarse definitivamente.

## Estadísticas de su carrera en la NBA

### Temporada regular
| Temporada | Edad | Equipo             | Liga | P  | TIT | MIN  | TC  | TCA | %TC  | 3P  | 3PA | %3P  | TL  | TLA | %TL   | R.OF. | R.DEF. | REB | ASIS | ROB | TAP | PER | FP  | PTS |
| 1978-79   | 22   | San Diego Clippers | NBA  | 4  |     | 8.0  | 0.3 | 2.0 | .125 |     |     |      | 0.5 | 0.5 | 1.000 | 0.0   | 1.5    | 1.5 | 0.8  | 0.3 | 0.0 | 0.3 | 1.3 | 1.0 |
| 1979-80   | 23   | San Diego Clippers | NBA  | 50 |     | 11.5 | 1.8 | 3.6 | .508 | 0.2 | 0.7 | .250 | 0.7 | 0.9 | .804  | 0.5   | 0.4    | 0.9 | 1.9  | 0.5 | 0.1 | 1.0 | 1.0 | 4.6 |
| 1980-81   | 24   | TOTAL              | NBA  | 42 |     | 11.0 | 1.4 | 3.3 | .413 | 0.5 | 1.1 | .396 | 0.3 | 0.3 | .786  | 0.3   | 0.7    | 1.0 | 1.8  | 0.4 | 0.0 | 0.5 | 0.7 | 3.4 |
| 1980-81   | 24   | San Diego Clippers | NBA  | 6  |     | 5.0  | 0.3 | 0.8 | .400 | 0.0 | 0.0 |      | 0.0 | 0.0 |       | 0.0   | 0.2    | 0.2 | 0.3  | 0.0 | 0.0 | 0.8 | 0.3 | 0.7 |
| 1980-81   | 24   | Dallas Mavericks   | NBA  | 36 |     | 12.0 | 1.5 | 3.7 | .414 | 0.5 | 1.3 | .396 | 0.3 | 0.4 | .786  | 0.4   | 0.8    | 1.1 | 2.1  | 0.4 | 0.1 | 0.5 | 0.7 | 3.9 |
| Total     |      |                    | NBA  | 96 |     | 11.1 | 1.6 | 3.4 | .458 | 0.3 | 0.9 | .333 | 0.5 | 0.6 | .806  | 0.4   | 0.6    | 1.0 | 1.8  | 0.4 | 0.1 | 0.8 | 0.9 | 3.9 |